# Georges Buchard
Pour les articles homonymes, voir Buchard.

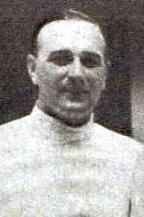
Georges Buchard en 1932 (Los Angeles).

Georges E. V. Buchard, dit Géo, né le 21 décembre 1893 à Harfleur (Seine-Maritime) et mort le 22 janvier 1987 à Rouen, est un escrimeur français. Membre de l'équipe de France d'épée, il est à de nombreuses reprises médaillé lors des Jeux olympiques, des Championnats du monde et des nombreux tournois qui avaient lieu dans toute l'Europe.

## Biographie
Né en 1893 à Harfleur en Seine-Maritime, Georges Buchard commence à pratiquer l'escrime à 17 ans, au Cercle d'Escrime du Havre, puis perfectionne sa technique à la caserne du 129e Régiment d'Infanterie, auprès de Maître Varroquet. Il participe à son premier championnat de France en 1921, mais doit attendre 1925 pour remporter le titre, qu'il obtient pour la deuxième fois en 1927, en prenant sa revanche sur Cornic, qui lui avait ravi la première place l'année précédente. Son frère Gustave étant également escrimeur de compétition, il prend le surnom de « Géo » pour s'en différencier dans les palmarès.
Il participe ensuite aux Championnats Internationaux, qui faisaient alors office de championnats du Monde. À Vichy, Géo Buchard gagne pour la première fois le titre de Champion du monde à l'épée en individuel, qu'il remportera encore 4 fois en 1931 à Vienne, en 1933 à Budapest, en 1934 à Varsovie et en 1935 à Lausanne. 

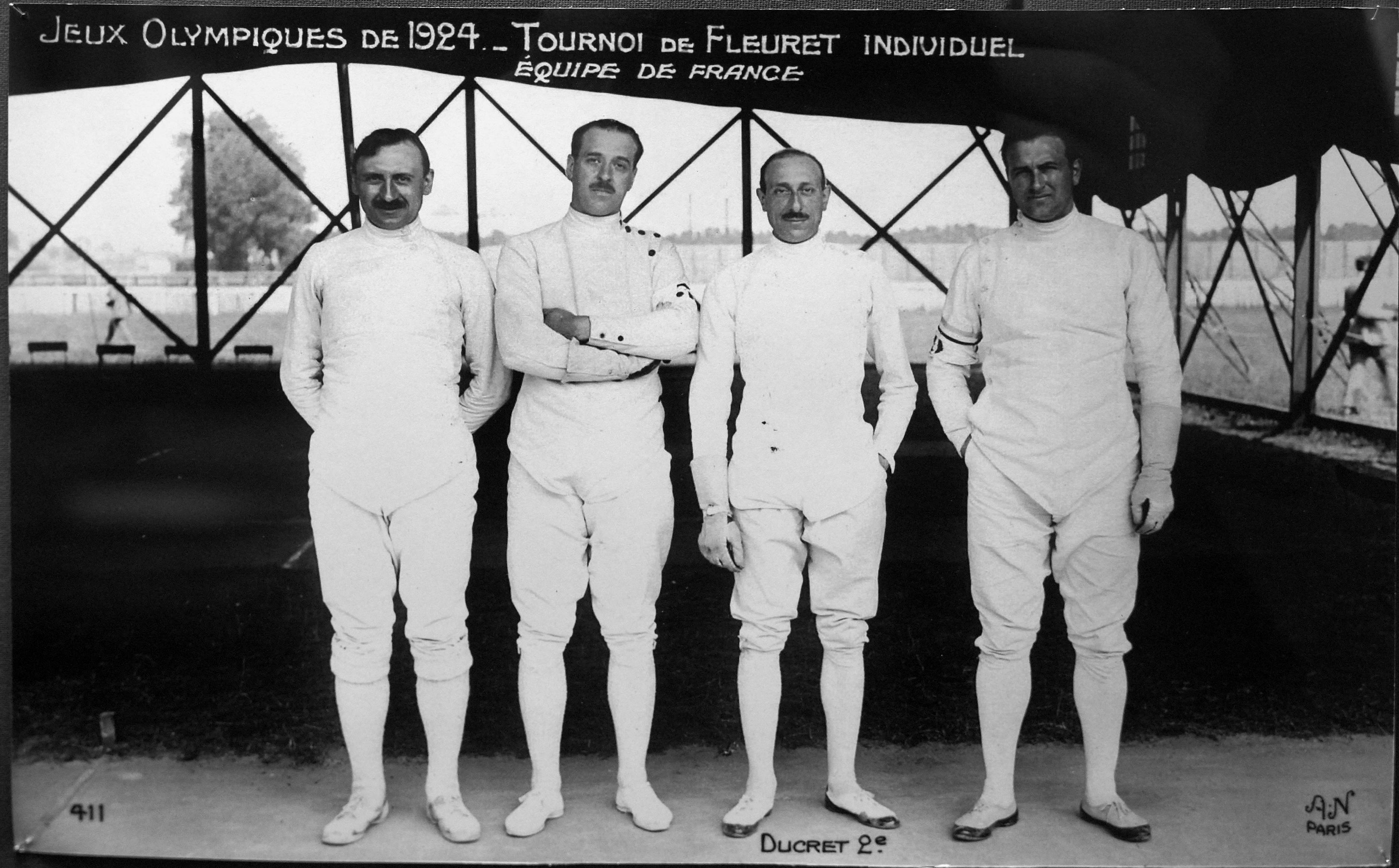
L'équipe de France aux JO de 1924.

Les Jeux olympiques lui offrent ensuite ses plus belles médailles. Avec l'équipe de France, dont il fut longtemps le capitaine, il remporte l'or à Paris en 1924, l'argent à Amsterdam en 1928, l'or à Los Angeles en 1932 et enfin le bronze à Berlin en 1936. En individuel, il repartira deux fois avec la médaille d'argent, en 1928 et en 1932, mais une polémique remet en cause la partialité de l'arbitrage.
Ses admirateurs ont retenu sa précision de pointe exceptionnelle, son sens de la distance et son observation du jeu. Mais le flegme, le sang froid et l'humour de ce sportif de plus d'1,85 m ont aussi laissé leurs traces dans l'escrime française.
Il est nommé chevalier de la Légion d'honneur en 1952.
Le 15 novembre 1999, la Fédération des internationaux du sport français a décerné le titre de « Gloire du sport » à Géo Buchard. La ville du Havre a aussi rendu hommage à son champion en baptisant sa salle d'armes à son nom.

## Palmarès

### Jeux olympiques
| Discipline      | Paris 1924 France | Amsterdam 1928 Pays-Bas | Los Angeles 1932 États-Unis | Berlin 1936 Allemagne |
| --------------- | ----------------- | ----------------------- | --------------------------- | --------------------- |
| Épée individuel | 7e                | Argent                  | Argent                      |                       |
| Épée par équipe | Or                | Argent                  | Or                          | Bronze                |

### Championnats du monde
| Discipline      | Vichy 1927 France | Vienne 1931 Autriche | Budapest 1933 Hongrie | Varsovie 1934 Pologne | Lausanne 1935 Suisse |
| --------------- | ----------------- | -------------------- | --------------------- | --------------------- | -------------------- |
| Épée individuel | Or                | Or                   | Or                    |                       |                      |
| Épée par équipe |                   |                      | Argent                | Or                    | Or                   |

## Distinctions
- Chevalier de la Légion d'honneur (1952)